# Pericyma
Pericyma là một chi bướm đêm thuộc họ Erebidae.

## Các loài tiêu biểu
- Pericyma albidentaria
- Pericyma basalis Wileman & South, 1916
- Pericyma cruegeri Butler, 1886
- Pericyma detersa Walker, 1865
- Pericyma squalens
- Pericyma turbida
- Pericyma umbrina Guenée, 1852